# Карл Густав фон Розен

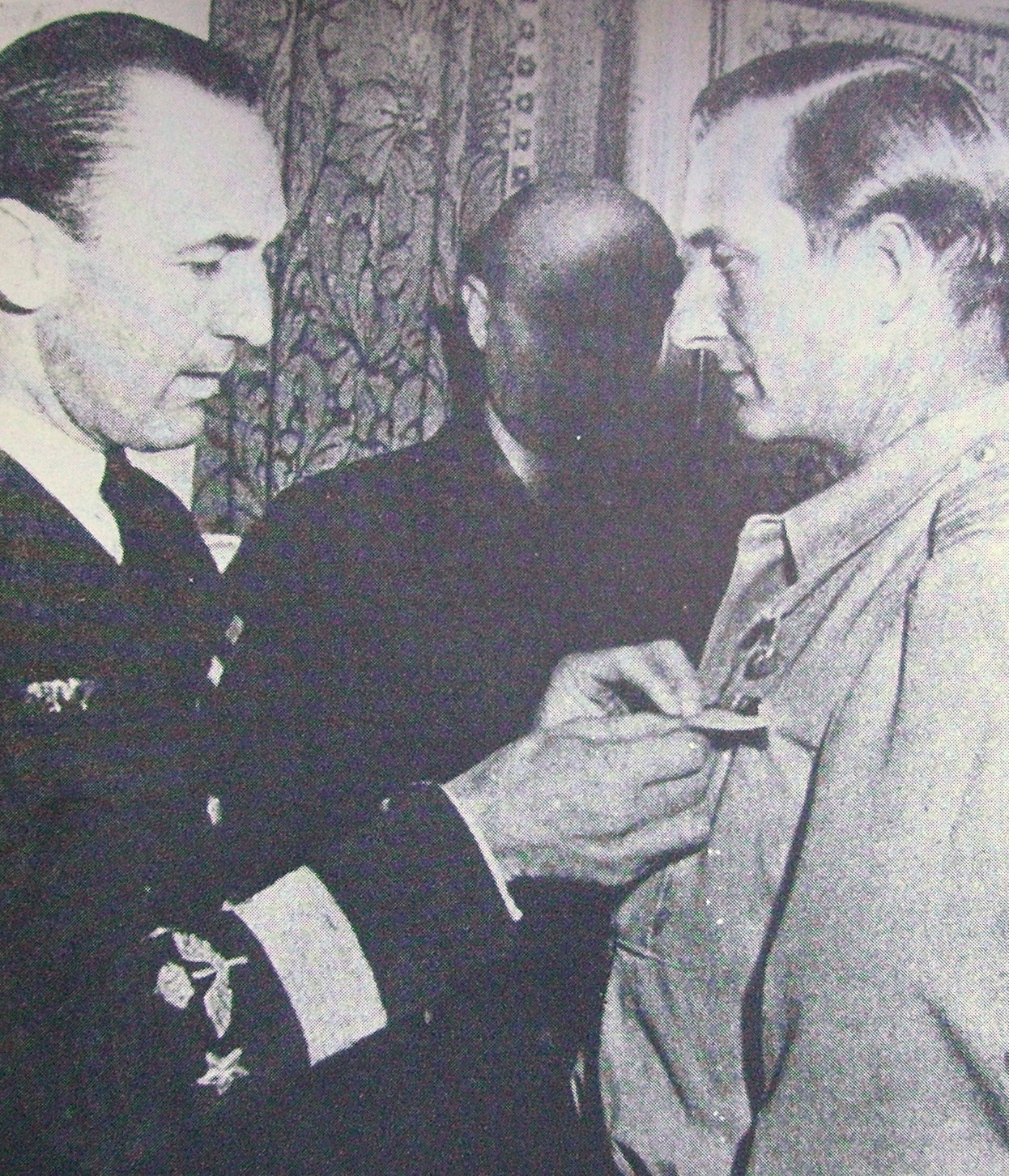
Карл Густав фон Розен (праворуч) отримує нагороду від Бена Нордешельдта.

Карл Густав фон Розен (швед. Carl Gustaf von Rosen; (19.8.1909 — 13.7.1977) — шведський військовий льотчик, «піонер шведської авіації». Виконував гуманітарні, розвідувальні місії в ряді конфліктів, а також бойові завдання у Фінляндії та Біафрі. Борючись на стороні бунтівної Біафри під час Громадянської війни в Нігерії, використовував невеликий літак Malmö MFI-9 для масованих атак на наземні цілі. Загинув під час Огаденської війни, надаючи допомогу біженцям з повітря.

## Життєпис

### Дитинство і сім'я
Фон Розен народився в місті Хелгеста, в муніципалітеті Флен, Седерманланд, Швеція. Він — син дослідника Еріка фон Розена і племінник Карін Герінг, дружини Германа Герінга. Карл мав серйозні розбіжності зі своєю сім'єю, і Ентоні Моклер називав його «білою вороною в у своїй родині».
Він з дитинства цікавився механікою і був просто закоханий в авіацію, частково — через вплив Германа Герінга, який був асом у Першій світовій війні, а потім головою Люфтваффе. Шлях до власної льотної кар'єри фон Розен розпочав авіаслюсарем, а потім був пілотом у повітряному цирку, де якраз і набув досвіду вищого пілотажу й навичок, які допомогли йому в його подальшій кар'єрі льотчика.

### Друга Італо-абісинська війна
Коли Італія при Беніто Муссоліні в 1935 році напала на незалежну Ефіопську імперію, фон Розен приєднався до повітряної місії Червоного Хреста, доставляючи повітрям продовольство, медикаменти і предмети першої необхідності. Він також нерідко вивозив поранених з поля бою в надзвичайно небезпечних умовах. У безпосередніх бойових діях в цій війні участі не брав, але зазнав хімічних опіків від використовуваного італійцями іприту.

### Друга світова війна
Після повернення з війни в Ефіопії фон Розен вирушив у Нідерланди, щоб влаштуватися на роботу в авіакомпанію KLM. Він одружився з голландкою, але їхнє щастя було недовгим, тому що незабаром почалася Друга світова війна.
Коли радянські війська вдерлися до Фінляндії під час Зимової війни, фон Розен залишив роботу і вступив до фінської армії як льотчик-найманець, що пілотує бомбардувальник. Рік по тому, коли німці напали на Нідерланди, фон Розен вирушив до Великої Британії й спробував вступити на службу до Королівських Військово-повітряних сил Великої Британії, але йому було в цьому відмовлено через його кревність із Германом Герінгом. Дружина фон Розена приєдналася до голландського Опору і була вбита під час війни, сам же фон Розен продовжував працювати на KLM, здійснюючи досить небезпечні перельоти між Лондоном і Лісабоном.

### Повоєнний час
У період 1945—1956 років фон Розен працював в Ефіопії інструктором імператорських ефіопських ВПС. Попри його цінні послуги ефіопському уряду, проти нього плелися інтриги, особливо його помічником Ассефа Ауне, який врешті-решт зробив умови роботи для нього нестерпними, і він повернувся до Швеції. Потім фон Розен служив особистим пілотом генерального секретаря ООН Дага Хаммаршельда. Однак в день того вильоту, який закінчився проти ночі 18 вересня 1961 року авіакатастрофою і загибеллю Хаммаршельда поблизу Ндоло, фон Розен був хворий і не міг летіти, тому пілотував літак генсека інший шведський пілот.

### Війна у Біафрі
Діяльність фон Розена в Африці не закінчилася в Конго. Він зажив світової популярності сім років по тому, коли виконував гуманітарні, а потім і бойові місії під час Громадянської війни в Нігерії, допомагаючи самопроголошеній республіці Біафра; одним з найвідоміших його вильотів є політ на Douglas DC-7 від Сан-Томе до Улі на висоті лише трохи вище рівня моря в серпні 1968 року.
Відчуваючи огиду до страждань, які нігерійський уряд завдавав біафріанцям, і до постійних бомбардувань нігерійськими ВВС бунтівної території, він склав план співпраці з французькою секретною службою для завдання удару у відповідь. Він організував ввезення в країну п'яти цивільних однодвигунних Malmö MFI-9 виробництва Saab Ab, які, як йому було відомо, спочатку розроблялися як штурмовики. Літаки були пофарбовані в колір хакі, оснащені ракетами з Матри, а льотчиками на них стали друзі фон Розена, що сформували ескадрилью «Немовлята Біафри», яка стала атакувати аеродроми нігерійських ВВС, з яких вони завдавали ударів по цивільних об'єктах у Біафрі. 22 травня 1969 року і протягом кількох наступних днів фон Розен і його п'ять літаків активно атакували нігерійські аеродроми в Порт-Гаркорті, Енугу, Беніні та інших місцях. Нігерійці були захоплені зненацька, і декілька дорогих літаків, в тому числі кілька МіГ-17 і три з шести бомбардувальників Іл-28 були знищені на землі.
Одним з найцікавіших товаришів фон Розена в його ескадрильї був Лінн Гаррісон, екс-льотчик-винищувач Канадських ВПС. Він розповів графу про метод грамотного скидання мішків з постачанням з літаків, що застосовуються в Канаді для постачання віддалених територій без псування вмісту. Він показав, як мішок з їжею поміщається всередину великого мішка, перед тим як скидається вниз. Коли вантаж падав на землю, внутрішній мішок розривався від удару, але зовнішній мішок зберігав вміст цілим і неушкодженим. За допомогою цього методу тонни продовольства були скинуті багатьом мирним мешканцям Біафри в обложених районах, які в іншому випадку померли б від голоду. Попри його спірні методи, фон Розен залишився в історії як один з людей, які найбільше зробили для розвитку гуманітарних повітряних місій у віддалені регіони під час військових конфліктів.

### Повернення в Ефіопію
У 1974 році він прилетів в Ефіопію, щоб допомагати жертвам голоду та посухи.
Останні свої подвиги фон Розен теж здійснив у Африці — в 1977 році, беручи участь в Огаденській війні між Ефіопією і Сомалі. Він знову надавав допомогу біженцям з повітря, але був убитий на землі 13 липня 1977 року під час раптової партизанської атаки сомалійців біля міста Годе.